# On demande des culottières
On demande des culottières est une folie-vaudeville en un acte d'Eugène Labiche, représentée pour la première fois à Paris au Théâtre du Palais-Royal le 2 mars 1851.

Collaborateur Marc-Michel.

Editions Michel Lévy frères.

## Distribution
| Acteurs et actrices ayant créé les rôles |                         |
| Personnage                               | Acteur ou actrice       |
| Paulin, sous-lieutenant de dragons       | Levassor                |
| Flachart, capitaine                      | Lhéritier               |
| Falaise, dragon de Paulin                | Achard                  |
| Cassolette, ouvrière                     | Mme Pauline             |
| Ceinturon, ouvrière                      | Mlle Juliette Pelletier |
| Flanquine, ouvrière                      | Mlle Azimont            |
| Nini, apprentie majeure                  | Mme Thierret            |
| Zozo, ouvrière                           | Mme Ernestine           |
| Tapotte, ouvrière                        | Mme Gallois             |
| Pochette, ouvrière                       | Mme Hélène              |